# Gyōgan-ji (Kyōto)

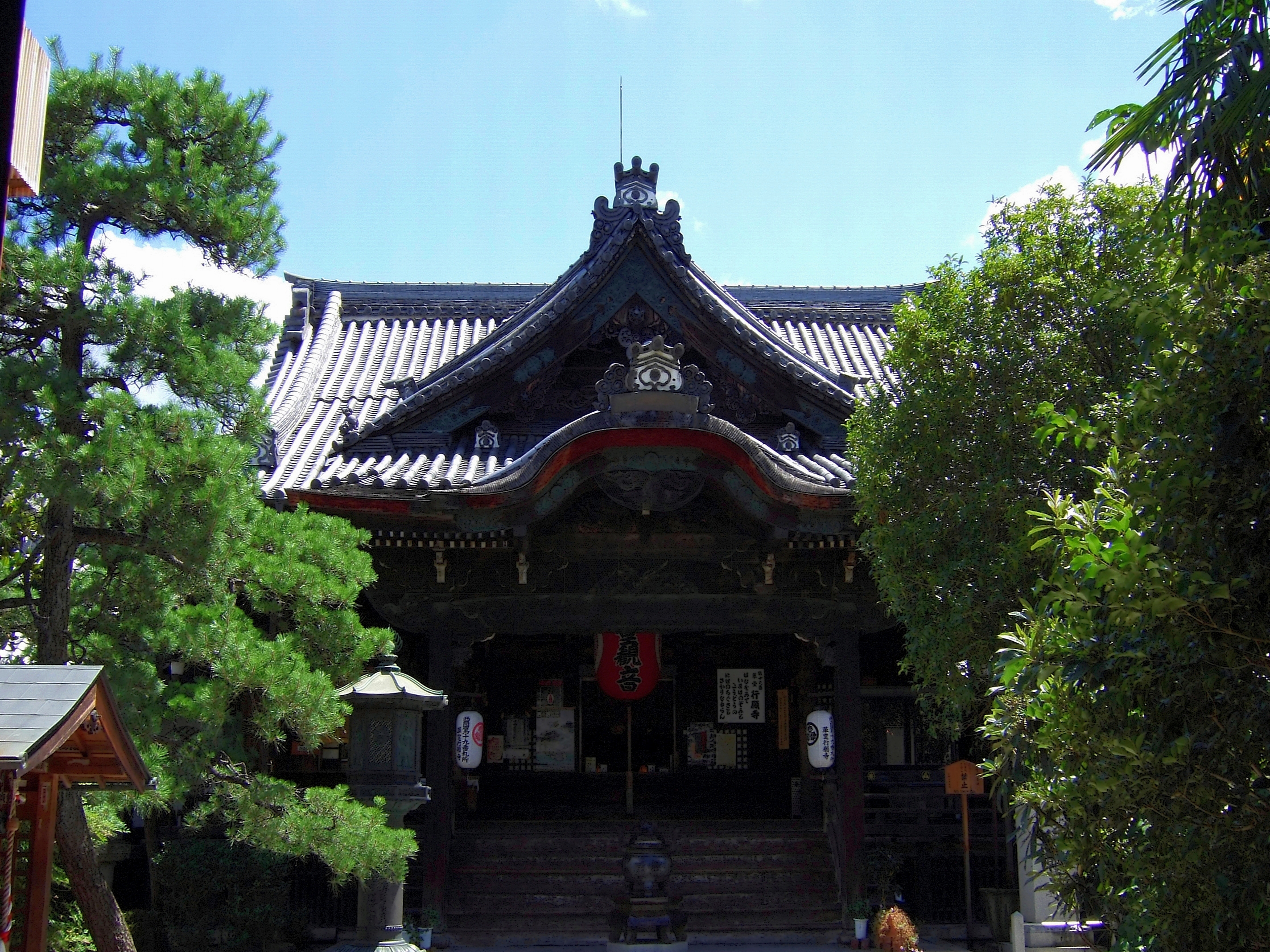
Haupthalle des Gyōgan-ji

Der Gyōgan-ji (jap. 行願寺) ist ein buddhistischer Tempel in der Stadt Kyōto in Japan. Der Tempel ist auch unter dem Namen Kōdō (革堂), wörtlich „Leder-Halle“, bekannt. Der Tempel ist mit der Glaubensrichtung Tendai-shū assoziiert. Hauptbildnis des Tempels ist eine Statue der tausendarmigen Kannon. Der Gyōgan-ji ist der 19. Tempel des Saigoku-Pilgerweges (西国三十三箇所, Saigoku sanjūsankasho).

## Überblick
Der Gyōgan-ji wurde 1004 durch den Mönch Gyōen auf Befehl des Tennos Ichijō gegründet. Der Tempellegende zufolge soll Gyōen durch das Martyrium einer Hirschkuh, die er als Jäger erlegte, zum Buddhismus bekehrt worden sein. In der Folge habe er einen Lederumhang getragen, der auch dem Tempel seinen inoffiziellen Namen gab. 
Der Tempel befand sich zunächst an der Kreuzung von Ichijo-dōri und Okawa-dōri, wurde im Zuge der Stadtrestaurierung unter Toyotomi Hideyoshi 1590 an seine heutige Position an der Teramachi-dōri versetzt. Während eines Feuers 1708 wurden große Teile des Tempelareals zerstört. Die heutige Haupthalle stammt aus dem Jahr 1815, der Glockenturm wurde 1804 errichtet.
Der Gyōgan-ji ist Schauplatz einer Geistererzählung aus der Edo-Zeit. Alljährlich im August wird eine Plakette in der Homotsukan-Halle ausgestellt, die mit dieser Erzählung verbunden sein soll.